# Арнапкапфаалук
Арнапкапфаалук ( або Агнакапсалук, велика погана жінка ) була морським божеством ескімосів району Затоки Коронації в Канаді . Займаючи в ескімоській міфології ту саму позицію, що і Седна, у частині, що стосувалося керування морськими тваринами, вона помітно відрізнялася від неї, як видно з перекладу її імені.
Арнапкапфаалук не була благодійним божеством, як Седна, а, навпаки, вселяла мисливцям страх. Замість того, щоб постачати мідних ескімосів тюленями та іншими морськими тваринами, вона приховує їх від мисливців. Порушення табу чи інші нерозсудливі вчинки могли призвести до невдалого полювання.